# ولایت شینانو

ولایت شینانو

ولایت شینانو (به ژاپنی: 信濃国 Shinano no kuni) یکی از استان‌ها در سیستم بخش‌بندی کشوری قدیم ژاپن است که امروزه استان ناگانو نامیده می‌شود. این ولایت با ولایت اچیگو، ولایت اتچو، ولایت هیدا، ولایت کای، ولایت کوزوکه، ولایت میکاوا، ولایت مینو، ولایت موساشی، ولایت سوروگا وولایت توتومی مجاور بوده است.